# Gigantyzm
Gigantyzm – ogromne rozmiary ciała na skutek nadmiernego wzrostu całego kośćca i masy tkanek, mocno przekraczającego normy dla danej rasy.
U ludzi gigantyzm jest chorobą objawiającą się nadmiernym wzrostem ciała (powyżej 97 centyla dla danej populacji). Wyróżnia się dwie zasadnicze odmiany gigantyzmu: gigantyzm przysadkowy i gigantyzm eunuchoidalny. Nadmierny wzrost może być też objawem innych chorób, jak: zespół Marfana, zespół Beckwitha i Wiedemanna, zespół Sotosa.

## Gigantyzm przysadkowy
Przyczyną gigantyzmu przysadkowego jest nadczynność w wydzielaniu hormonu wzrostu przez przysadkę mózgową spowodowana gruczolakiem przysadki lub powstała na skutek nadmiernego pobudzania przysadki przed podwzgórzowy hormon GHRH. Wzrastanie jest równomierne a wiek kostny prawidłowy. Niekiedy obserwuje się delikatne cechy akromegalii. Często pierwszym zauważonym objawem jest ubytek bocznego pola widzenia, spowodowany uciskiem gruczolaka na nerwy wzrokowe w okolicy skrzyżowania nerwów wzrokowych. W skrajnych przypadkach może dojść do zaniku nerwu. W diagnostyce stosowane jest oznaczanie profilu wydzielania hormonu wzrostu, poziomu IGF-I oraz w przypadku podejrzenia gruczolaka, badanie przy użyciu rezonansu magnetycznego okolicy podwzgórzowo-przysadkowej.

## Gigantyzm eunuchoidalny
Gigantyzm eunuchoidalny jest spowodowany niedoborem hormonów płciowych. Przyczyną nadmiernego wzrostu jest opóźnione kostnienie chrząstek nasadowych spowodowane obniżonym poziomem estrogenów, które są głównym czynnikiem wpływającym na ich mineralizację. Nadmierny wzrost objawia się późno. Wiek kostny jest opóźniony. Opóźnione jest również dojrzewanie płciowe.

## Gigantyzm gatunkowy
U zwierząt gigantyzm gatunkowy jest wyrazem adaptacji do warunków środowiskowych. Cecha utrwaliła się na drodze doboru naturalnego, gdzie wielkość była czynnikiem chroniącym przed drapieżnikami. Gigantyzm gatunkowy dotyczy gatunku jako całości, a nie jedynie niewielkiej liczby jego osobników. Ze względu na typowo występujący dla pewnych środowisk gigantyzm gatunkowy, wprowadzono dodatkowo pojęcia takie jak gigantyzm głębinowy (abisalny) dotyczący częstego gigantyzmu występującego u gatunków głębinowych (głównie głowonogów) i gigantyzm wyspowy (insularny), dotyczący niektórych gatunków żyjących na wyspach i tam podlegających długotrwałemu ciśnieniu ewolucyjnemu. W przypadku gigantyzmu gatunkowego chodzi o gigantyzm względny w porównaniu do gatunków pokrewnych (w tym gatunku wyjściowego) żyjących na kontynencie, u których rozmiary osobników są zwykle istotnie mniejsze. Zjawiskiem odwrotnym do gigantyzmu wyspowego jest karłowacenie wyspowe.